# Jim Boylen
James Francis "Jim" Boylen (Boston, Massachusetts, 18 de abril de 1965) es un entrenador de baloncesto estadounidense que forma parte del cuerpo técnico de los Indiana Pacers de la NBA como asistente.

## Trayectoria deportiva

### Universidad
Jugó cuatro temporadas con los Black Bears de la Universidad de Maine, donde en su última temporada fue incluido en el mejor quinteto de la ECAC North Atlantic Conference, tras promediar 21,1 puntos, 4,1 rebotes, 3,6 asistencias y 2,5 robos de balón por partido, siendo finalista a Jugador del Año de la conferencia, siendo superado finalmente por Reggie Lewis.

### Entrenador
Comenzó su carrera como entrenador nada más terminar la universidad, como asistente en los Michigan State Spartans de la División I de la NCAA, de donde pasó en 1992 a ser asistente de Rudy Tomjanovich en los Houston Rockets de la NBA, permaneciendo once temporadas junto a él, y ganando dos anillos de campeón de la NBA, en 1994 y 1995.
Tras pasar un año en Golden State Warriors y otro en Milwaukee Bucks como asistente, regresó a los Spartans para ponerse a las órdenes de Tom Izzo, puesto que ocupó dos temporadas. El 23 de marzo de 2007 fue nombrado entrenador principal de la Universidad de Utan, asumiendo por vez primera el puesto de entrenador jefe. Allí permaneció durante cuatro temporadas, en las que logró un balance de 69 victorias y 60 derrotas. En 2009 alcanzó el Torneo de la NCAA, logrando además el título de campeón de la Mountain West Conference.
En 2011 regresó como asistente a la NBA, en esta ocasión a los Indiana Pacers, y dos años después, el 28 de junio de 2013, firmó como asistente de Gregg Popovich en los San Antonio Spurs. Boylen ganó su tercer anillo de campeón después de que los Spurs derrotaran a los Miami Heat 4–1 en las Finales de 2014.
El 17 de junio de 2015 fue contratado como asistente de los Chicago Bulls. El 3 de diciembre de 2018, los Bulls promovieron a Boylen a entrenador en jefe cuando Fred Hoiberg fue relevado de sus funciones después de un comienzo de 5 victorias y 19 derrotas en la temporada 2018-19. El 14 de agosto de 2020, los Bulls despidieron a Boylen después de un récord de 39-84 en dos temporadas sin una aparición en los playoffs.
El 20 de octubre de 2021, la federación estadounidense de baloncesto anunció que Boylen estaría encargado de dirigir a la selección nacional durante la clasificación de FIBA Américas para la Copa Mundial de Baloncesto de 2023. El entrenador trabajó con más de 52 jugadores durante las seis ventanas clasificatorias.
El 1 de julio de 2023, firmó para unirse como entrenador asistente del cuerpo técnico de Rick Carlisle en los Indiana Pacers.

## Estadísticas como entrenador
| Equipo  | Año     | P   | V  | D  | V–D% | Finalizado    | PP | VP | DP | PV–D% | Resultado   |
| ------- | ------- | --- | -- | -- | ---- | ------------- | -- | -- | -- | ----- | ----------- |
| Chicago | 2018-19 | 58  | 17 | 41 | .293 | 5º en Central | —  | —  | —  | —     | No playoffs |
| Chicago | 2019-20 | 65  | 22 | 43 | .338 | 3º en Central | —  | —  | —  | —     | No playoffs |
| Total   | Total   | 123 | 39 | 84 | .317 |               | —  | —  | —  | —     |             |